# Józef Poliński

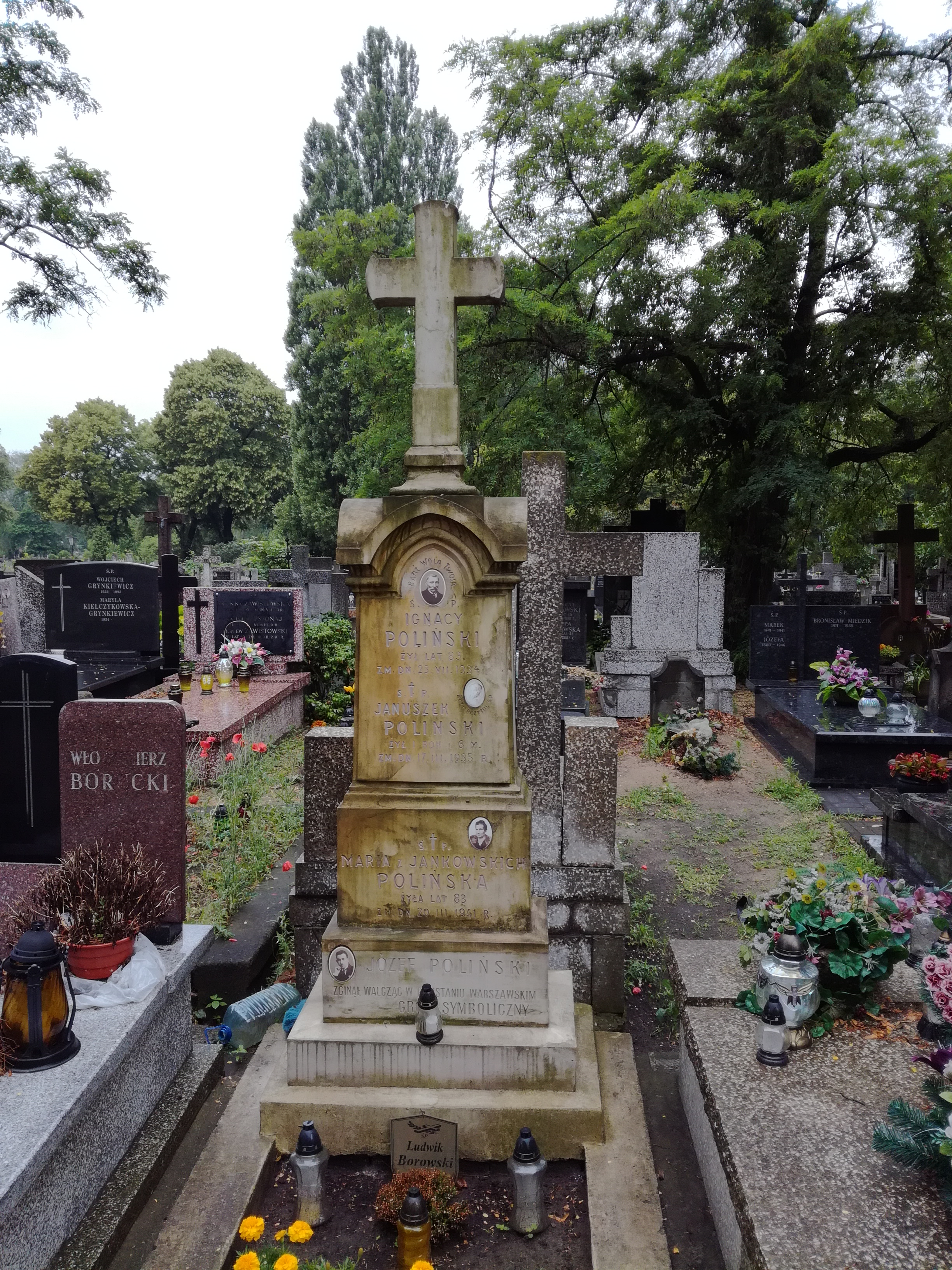
Grób symboliczny Józefa Polińskiego na cmentarzu Bródnowskim

Józef Poliński (ur. 19 lutego 1891, zm. 1944) – polski działacz społeczny, tłumacz i poeta. Wiceprezes Towarzystwa Przyjaciół Grochowa w Warszawie.

## Życiorys
Inicjator budowy wielu obiektów użyteczności publicznej na Grochowie. Radny Rady m.st. Warszawy, żołnierz Armii Krajowej, więzień Pawiaka i Majdanka. 
Poległ w powstaniu warszawskim. Jego grób symboliczny znajduje się na cmentarzu Bródnowskim (kw. 37I-1-11).
Autor książki Grochów przedmurze Warszawy w dawniejszej i niedawnej przeszłości, wydanej w 1938 nakładem Towarzystwa Przyjaciół Grochowa.

## Upamiętnienie
W 2000 jego imieniem nazwano warszawski park w dzielnicy Praga-Południe.